# Henry Allen Cooper
Henry Allen Cooper (Spring Prairie, 8 de septiembre de 1850 - Washington D.C, 1 de marzo de 1931) fue un político estadounidense que se desempeñó como miembro de la Cámara de representante de Estados Unidos por Wisconsin.

## Primeros años
Cooper nació en Spring Prairie, Wisconsin siendo hijo del ex representante estatal del Partido del Suelo Libre, Joel H. Cooper, un médico. En 1851, la familia se mudó a Burlington, Wisconsin. Su casa era una estación del Ferrocarril Subterráneo, y en 1852 refugió al esclavo fugitivo Joshua Cooper en su camino a Canadá. Henry Cooper se graduó de Burlington High School en junio de 1869. Después de la escuela, Cooper asistió a la Universidad del Noroeste en Evanston, Illinois, y se graduó en 1873. Luego asistió a Union College of Law, luego a la facultad de derecho de la Universidad del Noroeste y se graduó allí en 1875. Luego fue admitido en la barra, practicó en Chicago hasta 1879 y luego comenzó a practicar en Burlington.
Cooper fue elegido Fiscal de Distrito del Condado de Racine en noviembre de 1880 y se mudó a Racine en enero de 1881. En 1882 y 1884 fue reelegido fiscal sin oposición.

## Carrera política
En 1884, Cooper se desempeñó como delegado de la Convención Nacional Republicana, una tradición que continuaría en 1908 y 1924. Posteriormente fue elegido para el Distrito 3 del Senado del Estado de Wisconsin por el período de 1887 a 1889 y fue el autor de un proyecto de ley para introducir el voto secreto en Wisconsin. En 1890 Cooper se presentó sin éxito a las elecciones al 52.º Congreso.
En 1892, Cooper fue elegido congresista republicano en el 53.er Congreso, cargo que asumió el 4 de marzo de 1893 ese año. Representó al 1.º distrito congresional de Wisconsin. Durante su tiempo como congresista, Cooper se desempeñó como presidente del Comité de Ríos y Puertos del quincuagésimo quinto Congreso y del Comité de Asuntos Insulares del quincuagésimo sexto Congreso hasta el sexagésimo Congreso.
También fue autor de la Ley Orgánica de Filipinas (1902), y leyó el poema Mi último adiós de José Rizal como parte del éxito de persuadir a sus compañeros congresistas para que votaran por la ley. Cooper proporcionó un apoyo clave para el proyecto de ley de 1910 que autorizaba la construcción del Monumento a Lincoln.
El 5 de abril de 1917, fue uno de los 50 representantes que votaron en contra de declarar la guerra a Alemania. En parte debido a su oposición a la participación estadounidense en la Primera Guerra Mundial, Cooper no logró la reelección para su escaño en 1918, terminando su mandato el 3 de marzo de 1919. En general, sirvió desde el 53.er Congreso hasta el 65º Congreso.
Después de faltar a un período del Congreso, Cooper fue nuevamente elegido para representar el primer distrito de Wisconsin en el 67.º Congreso en 1920 y en los cinco Congresos siguientes. Sirvió hasta su muerte en Washington D.C el 1 de marzo de 1931, antes de que pudiera comenzar su nuevo mandato (en el septuagésimo segundo Congreso). Fue enterrado en el cementerio Mound de Racine, Wisconsin.